# Richmond (Kansas)
Richmond és una població dels Estats Units a l'estat de Kansas. Segons el cens del 2000 tenia 510 habitants.

## Demografia
Segons el cens del 2000, Richmond tenia 510 habitants, 172 habitatges, i 129 famílies. La densitat de població era de 703,3 habitants/km².
Dels 172 habitatges en un 39,5% hi vivien nens de menys de 18 anys, en un 63,4% hi vivien parelles casades, en un 8,7% dones solteres, i en un 25,0% no eren unitats familiars. En el 22,1% dels habitatges hi vivien persones soles el 10,5% de les quals corresponia a persones de 65 anys o més que vivien soles. El nombre mitjà de persones vivint en cada habitatge era de 2,74 i el nombre mitjà de persones que vivien en cada família era de 3,2.
Per edats la població es repartia de la següent manera: un 27,6% tenia menys de 18 anys, un 7,3% entre 18 i 24, un 30,0% entre 25 i 44, un 17,5% de 45 a 60 i un 17,6% 65 anys o més.
L'edat mediana era de 36 anys. Per cada 100 dones de 18 o més anys hi havia 76,6 homes.
La renda mediana per habitatge era de 36.250 $ i la renda mediana per família de 39.531 $. Els homes tenien una renda mediana de 28.500 $ mentre que les dones 21.250 $. La renda per capita de la població era de 14.730 $. Entorn del 5,5% de les famílies i el 6,9% de la població estaven per davall del llindar de pobresa.

## Poblacions properes
El següent diagrama mostra les poblacions més properes.